# Pelates qinglanensis
Pelates qinglanensis är en fiskart som först beskrevs av Sun, 1991.  Pelates qinglanensis ingår i släktet Pelates och familjen Terapontidae. Inga underarter finns listade i Catalogue of Life.